# FC Cape Town
Football Club Cape Town je fotbalový klub z Jihoafrické republiky z Kapského Města, který působí v SAFA Second Division. Klub byl založen v roce 2006 podnikatelem Errolem Dicksem, letopočet založení je i v klubovém znaku. Svá domácí utkání hraje na stadionu NNK Rugby Stadium s kapacitou 5 000 diváků.